# Emre Özivgen
Emre Özivgen (* 12. Oktober 1984 in Akçaabat) ist ein türkischer ehemaliger Fußballspieler.

## Karriere
Özivgen begann 1999 hier in der Jugend von TEDAŞ GSK mit dem Vereinsfußball und wechselte 2003 in die Jugend des Erstligisten Akçaabat Sebatspor. Nachdem er eine Saison für die Reservemannschaft des Klubs tätig gewesen war, wurde er am Anfang der zweiten Saison in den Profikader involviert. Sein Profidebüt gab er am 23. Dezember 2004 in der Pokalbegegnung gegen Kayseri Erciyesspor. Bis zum Saisonende kamen zwei Erstligaeinsätze hinzu. Nachdem sein Verein aber zum Saisonende den Klassenerhalt verfehlt hatte, wechselte Özivgen zum Drittligisten Değirmenderespor. Bei dem Verein, der nach drei Spielzeiten von Trabzonspor aufgekauft und als Zweitmannschaft in Trabzon Karadenizspor umbenannt wurde, spielte er die nächsten vier Spielzeiten. In der Viertligasaison 2006/07 wurde er mit Karadenizspor Playoff-Sieger der TFF 3. Lig und stieg so in die TFF 2. Lig auf. 
Nachdem er die Saison 2009/10 als Leihspieler bei seinem alten Verein Akçaabat Sebatspor verbracht hatte, wechselte Özivgen im Sommer 2010 zu İskenderun Demir Çelikspor. Hier spielte er zwei Spielzeiten lang und anschließend eine Spielzeit bei Polatlı Bugsaşspor.
Zur Saison 2013/14 wechselte er zum Drittligisten Giresunspor. Mit diesem Klub beendete er die Saison als Meister der TFF 2. Lig und stieg in die TFF 1. Lig auf.
Im Sommer 2014 wechselte er zum Drittligisten Birlik Nakliyat Düzyurtspor. Nach zwei weiteren kurzen Stationen beendete er 2016 seine Karriere.

## Erfolge
Mit Değirmenderespor
- Playoff-Sieger der TFF 3. Lig und Aufstieg in die TFF 2. Lig: 2006/07

Mit Giresunspor
- Meister der TFF 2. Lig und Aufstieg in die TFF 1. Lig: 2013/14